# Santa Maria de Preixana
Santa Maria de Preixana és l'església parroquial de Preixana (Urgell) inclosa a l'Inventari del Patrimoni Arquitectònic de Catalunya. El maig de 2017 va ser declarada Bé Cultural d'Interès Nacional, en la categoria de Monument Històric.

## Descripció
Edifici de planta rectangular de nau única amb l'altar major recte i coberta amb dos trams de volta de creueria. Darrere de l'altar major hi ha la sagristia. L'única decoració de l'altar és un finestral gòtic geminat.

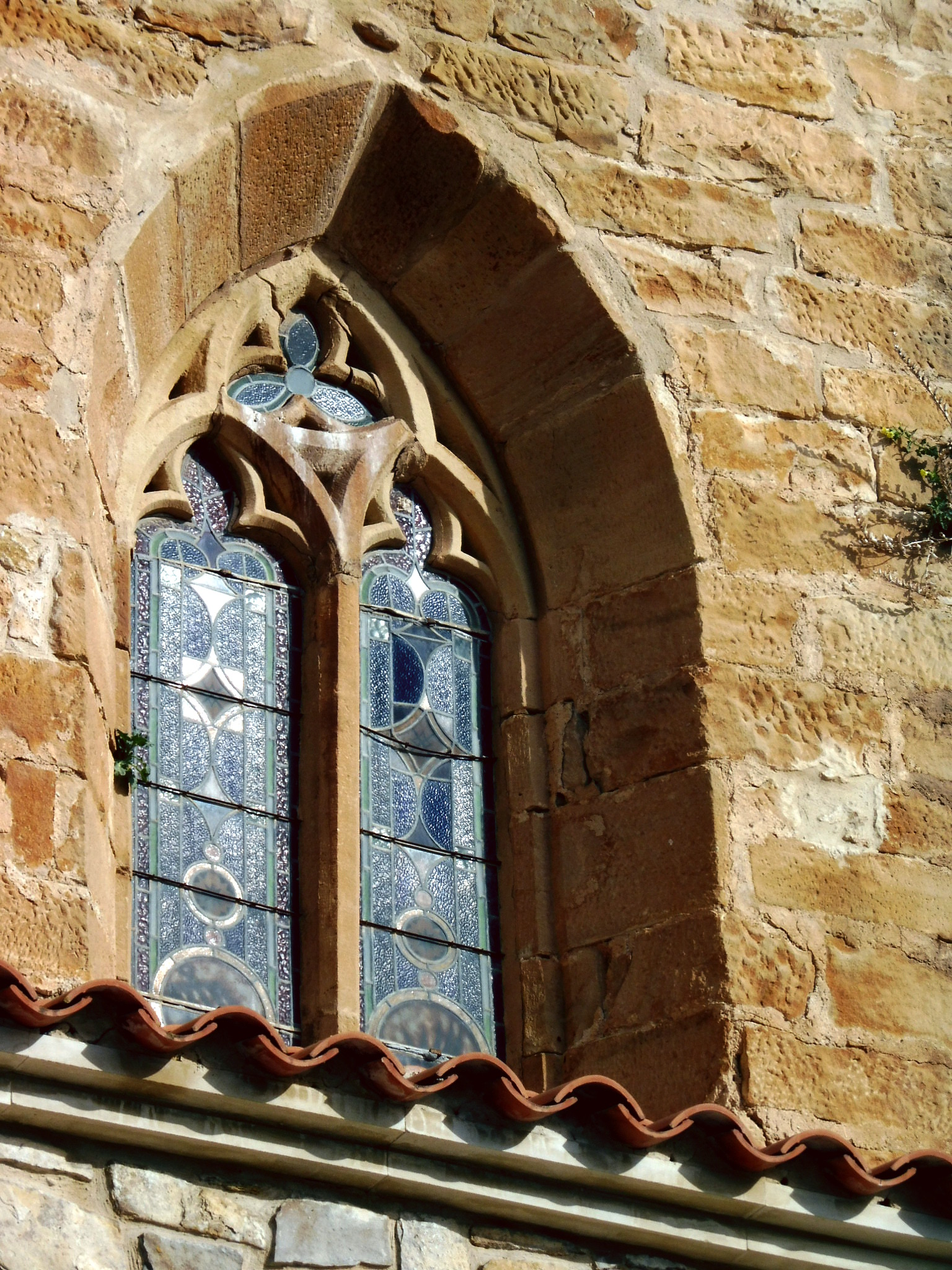
Finestral gòtic.

A la part de migdia hi ha una altra finestra d'iguals característiques. Les quatre cantonades d'aquesta església es troben reforçades per quatre grans contraforts. La coberta de creueria de l'església conserva les respectives claus de volta amb relleus, un de l'anagrama de Crist i en l'altre hi és visible la data de 1673. Les nervacions de la coberta es perllonguen pels murs laterals de l'església i desemboquen en unes mènsules antropomòrfiques. A banda i banda hi ha dues capelles laterals.
La portada de la façana principal segueix una clara inspiració classicista dins el corrent barroc. Segueix el model de porta arquitravada i rematada per un frontó triangular.

## Història
Església greument afectada pels terratrèmols datats el 1427 i 1428.
El 1673 és la data en què es porten a terme les reformes interiors i de la façana de l'església.
En finalitzar la Guerra Civil Espanyola, l'església havia mal sobreviscut a l'impacte d'una bomba que va deixar la part de la capçalera força afectada. Amb l'ajuda de Regiones Devastadas es refà el temple, sobretot la part de la teulada, els anys 1945-1948.